# 望月麻衣 (作家)
望月 麻衣（もちづき まい）は、日本の女性作家。

## 人物
北海道出身・京都府在住。
2013年、E★エブリスタ主催の電子書籍大賞を受賞し、作家デビュー。2016年、ライトミステリー『京都寺町三条のホームズ』で第4回京都本大賞を受賞する。

## 作品
- 『お嬢様・綾小路美優さんのヒミツ！』（小学館エンジェル文庫、2014年3月）
- 『花嵐ガール』（主婦の友社、2014年8月）
- 『京都寺町三条のホームズ』 既刊23巻（双葉文庫、2015年8月 - ） - コミカライズが、月刊アクションにて連載（作画：秋月壱葉））
- 『わが家は祇園の拝み屋さん』 既刊13巻（角川文庫、2016年1月 - ） - コミカライズが、B's-LOG COMICにて連載（作画：蒼崎律））
- 『京都烏丸御池のお祓い本舗』 全2巻（双葉文庫、2017年10月 -  2018年4月）
- 『京洛の森のアリス』 既刊3巻（文春文庫、2018年2月 - ） - コミカライズが、MAGKANにて連載（作画：庭春樹））
- 『太秦荘ダイアリー』既刊3巻（双葉文庫、2018年9月 -）
- 『託された子は、陰陽師!?』（ポプラ文庫ピュアフル、2019年5月）
- 『満月珈琲店の星詠み』（文春文庫、2020年7月）
- 『空色DAYS』（ポプラキミノベル、2021年4月）
- 『京都船岡山アストロロジー』（講談社文庫、2021年10月）
- 『京都梅咲菖蒲の嫁ぎ先』　(PHP文芸文庫、2023年5月) 　- コミカライズが、KADOKAWAにて連載（作画 : 三葉梨）
- 『京都梅咲菖蒲の嫁ぎ先〜百鬼夜行と鵺の    声〜』（PHP文芸文庫、2024年4月）